# تشارلز شوفورد
تشارلز شوفورد (بالإنجليزية: Charles Shufford)‏ مواليد 3 فبراير 1973، هو ملاكم أمريكي سابق صنّف ضمن فئة الوزن الثقيل. خاض مباراته الاحترافية الأولى في نوفمبر 1996 ضد الكندي كيرك هوليفيلد وانتصر عليه بالضربة الفنية القاضية.

## المسيرة الاحترافية
من نزالاته:
- خسر أمام صامويل بيتر (2004/05/17).
- خسر أمام فلاديمير كليتشكو بالضربة الفنية القاضية (2001/08/04).

## إحصائيات
خاض خلال مسيرته 29 نزالا، فاز في 20 وتعادل في 1 وخسر في 8. فاز بالضربة القاضية في 9 نزالا.

## روابط خارجية
- تشارلز شوفورد على موقع بوكس ريك (الإنجليزية) (registration required)